# Aegopinella epipedostoma
Aegopinella epipedostoma is een slakkensoort uit de familie van de Oxychilidae. De wetenschappelijke naam van de soort werd in 1879 voor het eerst geldig gepubliceerd door Paul Fagot.

## Kenmerken
Het rechtsgedraaide slakkenhuisje is laag taps toelopend. Het huisje is 10 tot 13 mm breed en 5 tot 7,5 mm hoog. Er zijn 4½ tot 5 matig convexe windingen. Het laatste kwart van het einde voor de mond verwijdt zich aanzienlijk tot anderhalf keer en de top loopt ook vlak voor de mond af. De naad is ook duidelijk gevormd, maar niet bijzonder diep. De mond staat schuin ten opzichte van de windingas. In direct zicht is het schuin afgeplat-elliptisch in omtrek, afgezien van de inkeping van de vorige windingen. In het zijaanzicht valt de naadlijn scherp af. De mondrand is recht en scherp of niet verdikt. De navel is breed en enigszins excentriek.
De schaal van het huisje is lichtgeel tot bruinachtig met soms duidelijke groeistrepen. De basis is melkachtig witachtig. Het oppervlak is matig glanzend. Het zachte lichaam van het slakje zelf is blauwachtig tot donkerblauw gekleurd.

### Vergelijkbare soorten
Het huisje is bijna identiek aan dat van de brede blinkslak (Aegopinella nitens). Het laatste kwart van de topwinding wordt meestal iets breder en loopt meestal ook wat schuiner af of valt iets meer af. De groeilijnen zijn meestal ook wat meer uitgesproken. In individuele gevallen kunnen de twee soorten echter alleen betrouwbaar worden onderscheiden door het genitale apparaat te onderzoeken. De slak heeft een knotsvormige zwelling in het bovenste deel van de vagina, waarin de korte steel van de spermatheca uitkomt. De verhouding van epiphallus tot penis is aanzienlijk groter bij zowel de bruine blinkslak (Aegopinella nitidula) als de brede blinkslak (A. nitens), ongeveer 1:2. De penisretractorspier wordt ingevoegd bij de epiphallus / penisovergang. Bij Aegopinella minor is de epiphallus zelfs twee keer zo lang als de penis.

## Geografische spreiding en leefgebied
Het belangrijkste verspreidingsgebied zijn de Pyreneeën en hun uitlopers. Een ander, groter verspreidingsgebied strekt zich uit van het grensgebergte tussen Tsjechië en Slowakije enerzijds en Polen tot West-Oekraïne anderzijds. Er zijn ook twee geïsoleerde afzettingen in Duitsland (Taunus, Hessen, Allgäu), één afzetting in het grensgebied van Slovenië en Kroatië, en één afzetting in Noord-Rusland (Veliki Novgorod).
De soort leeft in vochtige bergbossen in het bladafval, op koele en vochtige plaatsen langs beken.